# Пермусозеро
Пермусо́зеро или о́зеро Пе́рмус — озеро в городском округе Оленегорска Мурманской области, в центральной части Кольского полуострова.

## География
Расположено в самом центре Кольского полуострова в 4 километрах к северу от озера Имандра вдоль шоссейной дороги и железнодорожной линии Мурманск-Санкт-Петербург, пролегающих по западному побережью озера. Относится к бассейну Белого моря, соединяется с ним через реку Куреньгу, вытекающую из южной части озера и впадающую в Имандру.

## Описание
Имеет вытянутую с севера на юг форму длиной 12,7 километра и шириной от 1-1,5 километра в центральной части до 4,3 километра в широкой северной части. Площадь озера — 24,2 км² (30 по размеру в области), длина береговой линии — чуть менее 50 километров. Питание озера в основном снеговое и дождевое. Северные берега — сильно заболоченные, нежилые, с сопками высотой до 200 метров, южное побережье — лесистое, менее заболоченное. Вытекающая из северо-восточной части озера протока соединяет Пермусозеро с находящимся в 650 метрах к востоку озером Большим Окуньем. На территории озера расположено несколько островов, самый крупный из них — Высоковольтный, имеет 630 метров в длину.
На юго-восточном побережье озера лежит посёлок Высокий, на юго-западном — город Оленегорск (22,4 тыс. человек), использующий Пермусозеро в качестве источника питьевой воды. Несмотря на это, экологическая ситуация озера оставляет желать лучшего, проведённые исследования показали наличие содержание меди в воде в 3 раза больше допустимого, марганца — в 5 раз. Основной источник загрязнения — Комариный ручей, через который в Пермусозеро попадают сточные воды Оленегорского механического завода.